# Kanton Delligsen
Der Kanton Delligsen bestand von 1807 bis 1813 im Distrikt Einbeck (Departement der Leine, Königreich Westphalen) und wurde durch das Königliche Decret vom 24. Dezember 1807 gebildet. Delligsen war von Umstruktierungen zur endgültigen Festsetzung des Zustands der Gemeinden im Departement der Leine vom 16. Juni 1809 betroffen. Nach diesem Dekret wurde die Gemeinde Vardegsen abgespalten, die Gemeinde Warzen kam hinzu. Dies bewirkte eine neue Munizipaleinteilung in der unten stehenden Weise.

## Gemeinden
- Delligsen (zuvor Fürstentum Braunschweig-Wolfenbüttel)
- Gerzen, zwei Wirtshäuser, Carlshütte und Düsterthal
- Groß Freden, Esbeck und Klothskrug
- Wispenstein, Imsen, Dörzhelf und Föhrste
- Grünenplan, Markeldissen und Lockmühle
- Kaierde mit Mitthal und Bornemannshaus
- Hohenbüchen, Ammensen, Brunkensen, Lütgenholzen, Coppengrave und bis 1809 Vardegsen

ab 1809
- Delligsen, Carlshütte und Düsterthal
- Brunkensen und Coppengrave
- Gerzen, zwei Wirtshäuser und Warzen (neu)
- Grünenplan, Markeldissen und Lockmühle, Hohenbüchen
- Wispenstein, Föhrste, Imsen und Dörzhelf
- Kaierde mit Mitthal und Bornemannshaus
- Groß Freden, Esbeck und Klothskrug